# Hot in the Shade
Hot In The Shade ist das 15. Studioalbum der US-amerikanischen Hard-Rock-Band Kiss und das einzige Album der Gruppe, auf dem Schlagzeuger Eric Carr als Leadsänger eines neu geschriebenen Titels zu hören ist. Gleichzeitig ist es die letzte LP, an der Carr mitwirkte; er starb 1991. Mit 15 Songs ist es bis heute das Studioalbum mit den meisten Titeln der Band.

## Entstehungsgeschichte
Nach dem Ende der Crazy-Nights-Tournee hatte Paul Stanley eine Band zusammengestellt, um als Solokünstler auf Tournee zu gehen. Neben Bob Kulick (Gitarre) spielte auch Eric Singer in dieser Gruppe. Gene Simmons hatte bereits 1988 das Schallplattenlabel Simmons Records gegründet und 1989 das Management von Liza Minnelli übernommen.
Die Aufnahmen fielen in eine Zeit, als Def Leppard ihr Meisterstück Hysteria veröffentlicht und Bruce Fairbairn mit Aerosmith das Album Permanent Vacation aufgenommen hatte. Beide Alben profitierten von der Welle, die Bon Jovis Stil ausgelöst hatte, der großen Erfolg bei Radiosendern und vor allem bei MTV hatte. Außerdem war im Juli 1987 Appetite for Destruction von Guns N’ Roses erschienen, und Kiss hatte es immer noch nicht geschafft, sich so zu modernisieren, dass sie mit den aktuell angesagten Bands konkurrieren konnte.
Im Gegensatz zu den Jahren seit 1984, in denen Paul Stanley die Richtung vorgab, die Kiss musikalisch einschlug, brachte sich Simmons bei Hot In The Shade wieder stärker ein: Neun der fünfzehn Titel entstanden unter seiner Beteiligung. Die Band entschied, nicht noch einmal mit Ron Nevison, dem Produzenten des Vorgängeralbums Crazy Nights, zu arbeiten, und begann, Demos aufzunehmen, ohne zu wissen, wer die Produktion des Albums übernehmen würde.
Bezüglich des Songwritings wurden für Hot in the Shade auch wieder außenstehende Autoren hinzugezogen, unter anderem Vini Poncia, der zuletzt 1980 für das Album Unmasked mit der Gruppe gearbeitet hatte, damals noch als Produzent. Außerdem war Desmond Child beteiligt, einen Song schrieb Paul Stanley mit Michael Bolton. Tommy Thayer, der zu dieser Zeit noch Gitarrist der (von Gene Simmons produzierten) Band Black ’n Blue war, wirkte bei zwei Songs ebenfalls als Co-Autor mit.
Eric Carr brachte drei Songs ein, die er als Demo aufgenommen hatte: Ain’t That Peculiar, Looking Through the Eyes of Love und Somebody’s Waiting, von denen Ain’t That Peculiar als Little Caesar den Weg auf das Album fand, nachdem Carr ihn mit Gene Simmons und Adam Mitchell überarbeitet hatte.
Cover
Das Cover zeigt das von vorne fotografierte und digital bearbeitete Bild der Großen Sphinx von Gizeh, die eine schwarze Sonnenbrille (engl.: Shades) trägt. In der rechten oberen Ecke des Covers befindet sich ein sogenannter „Einkreisstempel“, in dessen Mitte der zweizeilig gesetzte Titel des Albums steht. Der außen liegende Kreis ist an der Innenseite mit ebenfalls der Kreisform folgenden Bandlogos versehen. Rechts daneben befindet sich das von alten Poststempeln bekannte Wellenmuster. Auf der Rückseite ist ein Foto der Band zu sehen; alle Mitglieder tragen dabei Sonnenbrillen. Das Foto ist zentriert gesetzt worden, darüber wurde die Titelliste platziert, darunter ein kleines Kiss-Logo und die Namen der Bandmitglieder in der Reihenfolge, in der sie auf dem Foto zu sehen sind.

### Veröffentlichung
Das Album erschien im Entstehungsland am 17. Oktober 1989 und in Europa sechs Tage später auf CD, MC und LP. Als Single wurde zunächst Hide Your Heart veröffentlicht. Der Titel aus der Feder von Paul Stanley, Desmond Child und Holly Knight war im Vorjahr bereits von Bonnie Tyler veröffentlicht worden, sodass es sich bei der Version von Kiss zumindest technisch um ein Cover handelte. Der Song wurde 1989 auch von Ace Frehley, Robin Beck und Molly Hatchet herausgebracht.

## Rezeption
Die Meinungen zu Hot in the Shade fielen unterschiedlich aus.

### Positiv
Im Rock Hard schrieb Thomas Kupfer, dass Kiss „schon immer für solide Rock-Musik, nicht mehr und nicht weniger“, stand. Wer die musikalische Ausrichtung kritisiere, habe „die Grundidee, die hinter dem Bandkonzept steht (und stand) wahrscheinlich nie kapiert“. Diese besage, Rock ’n’ Roll transportiere Spaß, je lauter desto mehr. Er vergab 7 von 10 möglichen Punkten.
In der  Rock Hard Enzyklopädie heißt es, Hot in the Shade sei „ein solides, bodenständiges Kiss-Album“ geworden, auf dem sich Gene Simmons, der vorher durch diverse Nebentätigkeiten abgelenkt war, „wieder mehr Mühe“ gegeben habe.
Jens Kröver schieb im Metal Hammer, statt wie zuletzt überproduziert daherzukommen, weise das Album wie in den Anfangstagen schwere Grooves und leicht sperrige Gitarrenriffs auf. Für jeden, der einige der 15 Titel als Ausfälle empfinde, bliebe immer noch ein für eine LP übliches Quantum guter Songs übrig. Er vergab 6 von 7 möglichen Punkten, während das Album im Soundcheck desselben Heftes auf einen Durchschnittswert von 4,7 kam.

### Neutral
Im Musikexpress konstatierte (pk) der Band eine gleichbleibende Kreativität, als deren Folge hier nichts Neues zu hören sei. Es sprangen 4 von 6 möglichen Sternen heraus.
Auf das Autoren-Trio der Kiss-Historie im Metal Star wirkte Hot in the Shade „wie eine Reise durch alle vorangegangenen Alben.“ Es folgte noch eine Bemerkung zur Produktion: Sie sei vor allem beim Schlagzeug und den Chören schlampig.
In einer früheren Metal-Star-Ausgabe schrieb Jan Michael Dix: „Die Scheibe klingt einfach zu routiniert, ihr fehlt das letzte Feuer zu einem wirklich erstklassigen Album.“ Die leichte Zunahme der Härte und der ordentliche Gesamteindruck würden nicht ausreichen, um „so frisch wie die Crazy Nights daher“ zu kommen. Im Metal Star bedeuten 7 von 10 möglichen Wertungspunkten ein mittelprächtiges „In Ordnung“.

### Negativ
Für Martin Popoff, Autor von The Collector’s Guide of Heavy Metal Volume 2: The Eighties, handelt es sich um aufdringliche, nervige Fließband-Lieder, die immerhin teilweise auf hohem Produktionsniveau liegen. Seine Wertung: 5 von 10.
In Matthias Herr’s Heavy Metal Lexikon ist zu lesen: „Die 89er LP Hot in the Shade und das 92er Revenge präsentieren mit Kiss eine überholte, langweilige und bedeutungslose Formation, […] die uns auch in Zukunft mit Alben langweilen wird“, einer Langweile, „die in goldenen Käfigen immer aufkommt“.
Greg Prato von der Internet-Plattform Allmusic findet, dass Hot in the Shade eine leichte Verbesserung gegenüber seinen flachen Vorgängern darstellt – aber eben nicht viel. Das Songwriting sei immer noch unkonzentriert, aber wenigstens seien die Keyboards, die Crazy Nights aufgesetzt wurden, hier glücklicherweise weggelassen worden-, Zudem sei die Produktion nicht so poporientiert wie die meisten anderen Kiss-Alben aus den 1980er Jahren. Auch er findet, dass das Album mit viel Füllmaterial vollgestopft wurde. Es erhielt von ihm 2 von 5 möglichen Sternen.

### Selbstreflexion
Im Horror Infernal versprach Gene Simmons, als nächstes „etwas ganz anderes“ als Crazy Nights abzuliefern und schob nach: „Ich habe keine Lust, zweimal dasselbe zu machen. Die Songs […] werden schleppender und heavier ausfallen.“
Im Metal Hammer gab er eine musikalische Orientierung, indem er das Album Rock and Roll Over als Vergleich heranzog.
Paul Stanley meinte zum fertigen Album im Metal Hammer, der Vorsatz „zurück zu den Wurzeln“ sei eingehalten worden. Man habe entspannt der Kreativität freien Lauf gelassen und nicht etwa kalkuliert, „glatt“ oder krampfhaft „heavy“ klingen wollen.
Schon 1992 blickte Simmons kritisch auf Hot in the Shade zurück: Der Versuch „zurück zu den Wurzeln“ sei „respektabel“ gewesen, „[a]ber wir hatten damals noch nicht genug Abstand“.

## Titelliste
1. Rise to It (Gesang: Paul Stanley; Musik und Text: Paul Stanley, Bob Halligan, Jr.)
2. Betrayed (Gesang: Gene Simmons; Musik und Text: Gene Simmons, Tommy Thayer)
3. Hide Your Heart (Gesang: Paul Stanley; Musik und Text: Paul Stanley, Desmond Child, Holly Knight)
4. Prisoner of Love (Gesang: Gene Simmons; Musik und Text: Gene Simmons, Bruce Kulick)
5. Read My Body (Gesang: Paul Stanley; Musik und Text: Paul Stanley, Bob Halligan, Jr.)
6. Love’s a Slap in the Face (Gesang: Gene Simmons; Gene Simmons, Vini Poncia)
7. Forever (Gesang: Paul Stanley; Musik und Text: Paul Stanley, Michael Bolton)
8. Silver Spoon (Gesang: Paul Stanley; Musik und Text: Paul Stanley, Vini Poncia)
9. Cadillac Dreams (Gesang: Gene Simmons; Musik und Text: Gene Simmons, Vini Poncia)
10. King of Hearts (Gesang: Paul Stanley; Musik und Text: Paul Stanley, Vini Poncia)
11. The Street Giveth and the Street Taketh Away (Gesang: Gene Simmons; Musik und Text: Gene Simmons, Tommy Thayer)
12. You Love Me to Hate You (Gesang: Paul Stanley; Musik und Text: Paul Stanley, Desmond Child)
13. Somewhere Between Heaven and Hell (Gesang: Gene Simmons; Musik und Text: Gene Simmons, Vini Poncia)
14. Little Caesar (Gesang: Eric Carr; Musik und Text: Eric Carr, Adam Mitchell, Gene Simmons)
15. Boomerang (Gesang: Gene Simmons; Musik und Text: Gene Simmons, Bruce Kulick)